# Crasna Vișeului
Crasna Vișeului [ˈkrasna wiʃeului] (ungarisch Petrovakraszna, ukrainisch Вишівска Красна Wyschiwska Krasna) ist ein Dorf im Kreis Maramureș im Norden von Rumänien. Es ist Teil der Gemeinde Bistra.

## Lage

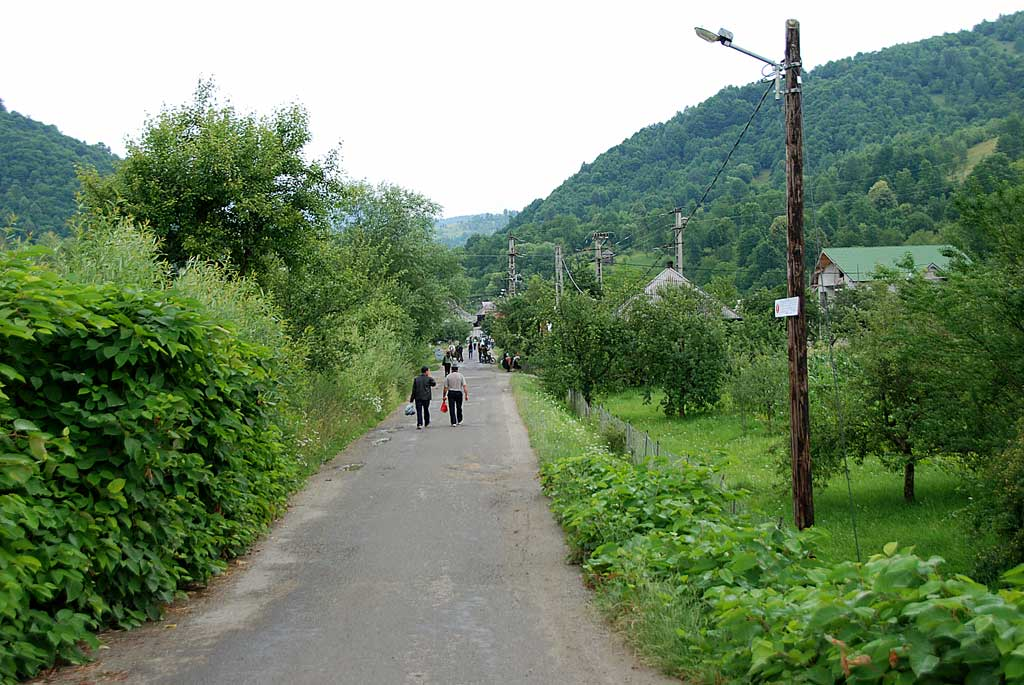
Einzige Ortszufahrt nach Crasna Vișeului

Das Dorf liegt an einer kleinen Dorfstraße (Drum comunal) DC7 – die in einem Kilometer Entfernung in Petrova von der Nationalstraße 18 abzweigt – und am Bach Frumușeaua, ein rechter Zufluss des Vișeus (deutsch Wischau). 35 Kilometer südöstlich befindet sich die Gemeinde Moisei (Mosesdorf) und 36 Kilometer nordwestlich die Stadt Sighetu Marmației (Marmaroschsiget). Etwa 12 km nördlich liegt die Grenze zur Ukraine. Südlich zwischen Petrova und dem Ortseingang führt eine Brücke über den Vișeu.
Im Dorf gibt es eine orthodoxe Kirche.

## Bevölkerung
Die Einwohner von Crasna Vișeului sind zu über 80 % Ukrainer.

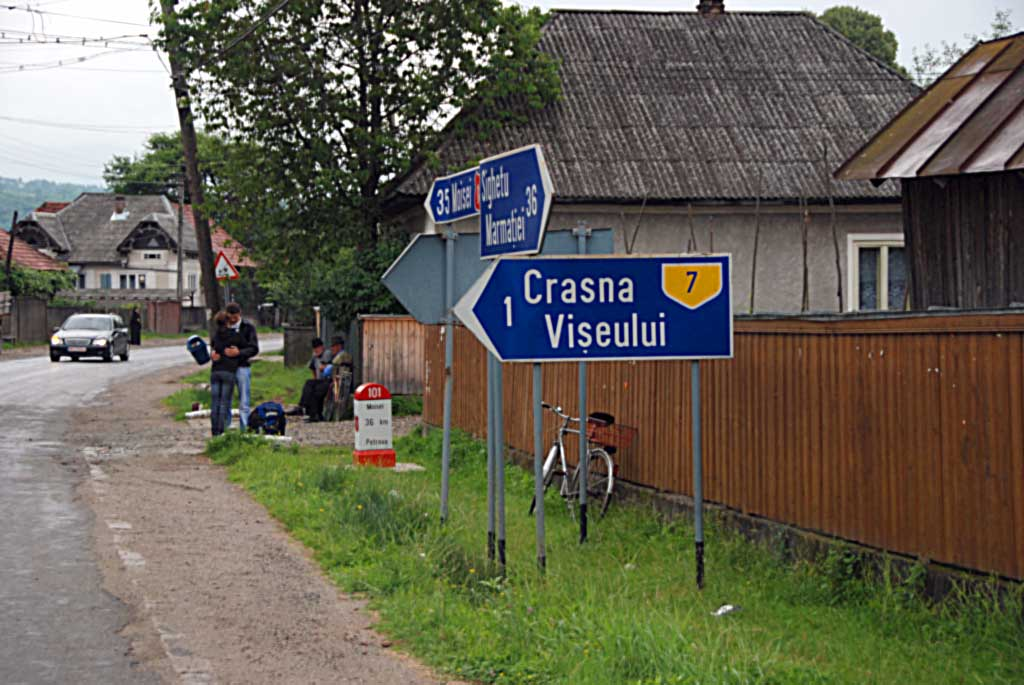
Der Wegweiser in Petrova an der Nationalstraße 18
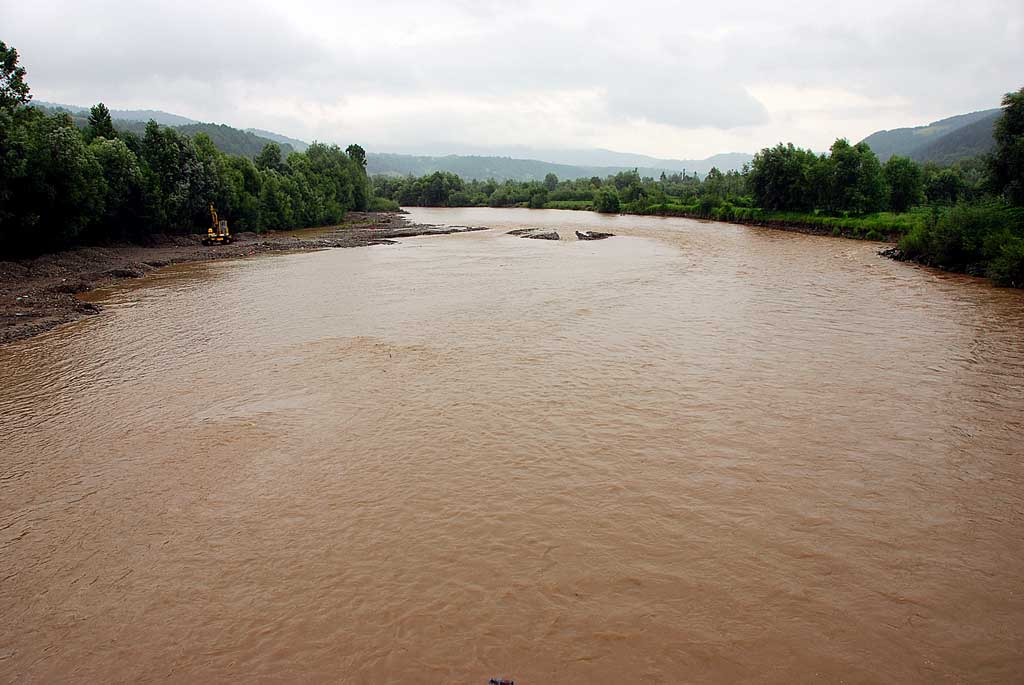
Der Fluss Vișeu zwischen Crasna Vișeului und Petrova
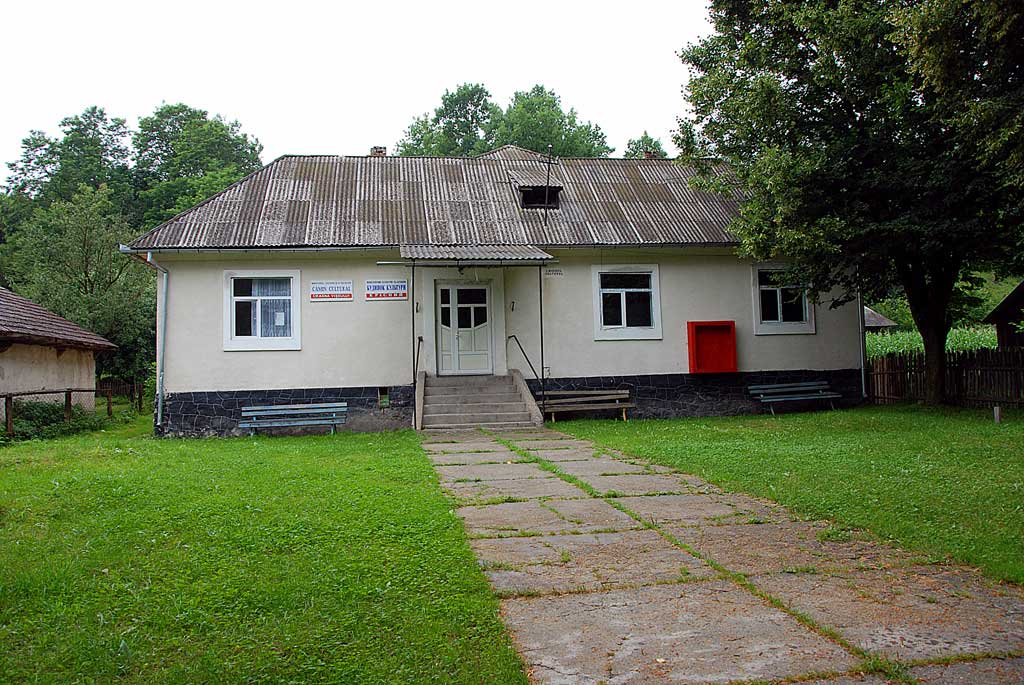
Gemeindehaus
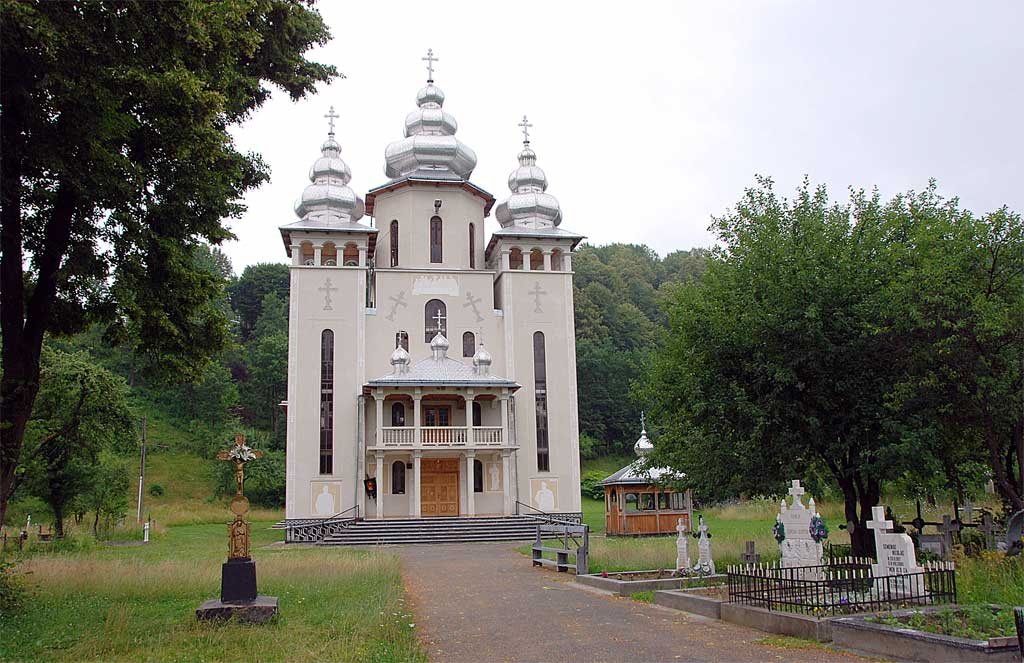
Orthodoxe Kirche